# Острівна карликовість

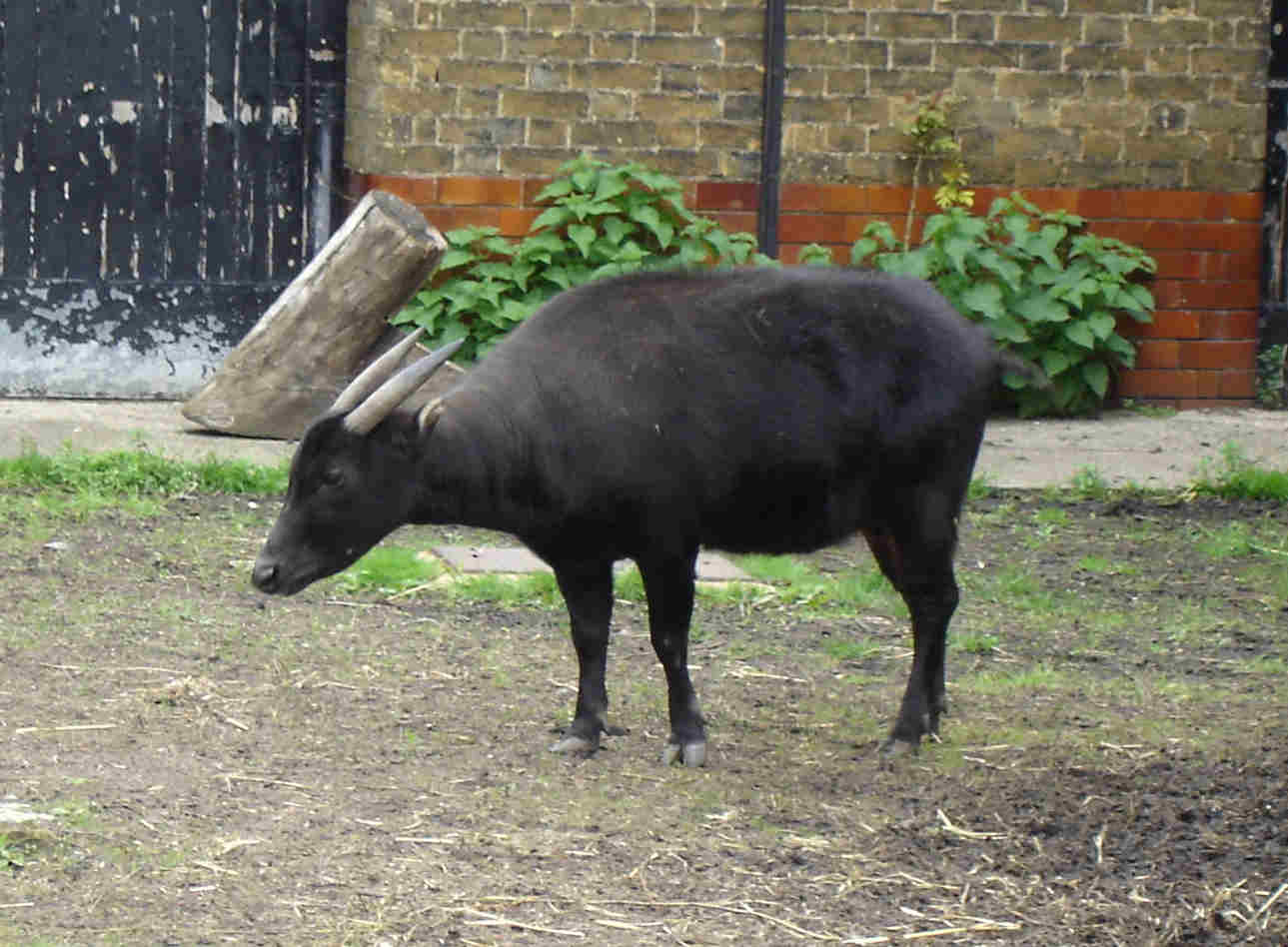
Рівнинний аноа — карликовий буйвіл з Сулавесі

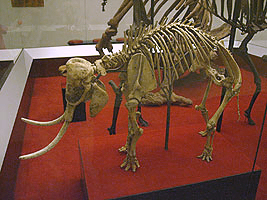
Скелет карликового слона з о. Крит

Острівна́ ка́рликовість — результат зменшення розмірів тварин (переважно ссавців) у ситуації, коли їхня популяція обмежена малим простором; переважно таке явище спостерігається на островах.

## Загальна інформація
Сам по собі даний ефект протягом еволюції тварин проявлявся багато разів, від динозаврів до сучасних тварин та людей.
Існують кілька можливих механізмів, що забезпечують виявлення даного ефекту, і можуть діяти як поодинці, так і в комбінації. До них належать генетична відповідь на стресові умови довкілля, процес природного добору, в ході якого особини маленького розміру мають перевагу при виживанні в обмеженому просторі (що може виявлятись в кращому пристосуванні до ситуації нестачі харчових ресурсів та об'єму необхідних для життя сховищ) і т. ін.
Описані процеси (а також і інші прояви аномалій, пов'язаних з так званою «острівною генетикою» — специфічними генетичними ефектами в малих популяціях) можуть перебігати не тільки на островах, а і в умовах іншим чином ізольованих екосистем: в печерах, оазах посеред пустель, ізольованих долин в горах, і т.ін. Прикладом такого випадку є маленький зріст племен пігмеїв з лісів Центральної Африки, які розвивались в умовах обмежених харчових ресурсів та в ізоляції від інших людей, що обмежувало обмін генами.

## Приклади
Нижче наведені відомі приклади прояву процесу острівної карликовості.
Викопні:
- Карликовий мамут, що жив на острові Санта-Роза біля узбережжя Каліфорнії та карликовий мамут з викопної фауни острова Врангеля.
- Карликові слони, що вимерли відносно нещодавно на островах Середземного моря (Мальта, Крит, Кіпр, Сицилія).
- Нещодавно відкритий на о. Флорес (Індонезія) новий вид (статус таксона поки остаточно не підтверджений) Людина флореська (Homo florensis).
- Динозаври, включаючи нещодавно описаного європазавра (Europasaurus) з мезозойських островів на кшталт острова Хатег.

Сучасні:
- Карликова каліфорнійська острівна лисиця (Urocyon littoralis) та, можливо зникла, косумельська лисиця.
- Вимерлий в історичні часи вовк з острова Хонсю.
- Суматранський тигр.
- Ракун косумельський (Procyon pygmaeus)
- Балеарська печерна коза (Myotragus balearicus), що вимерла після початку освоєння Балеарських островів людиною.
- Карликовий буйвіл аноа з о. Сулавесі та Бутунг.
- Карликові олені з Філіппінських островів (наприклад, філіппінський сумбар)
- Стівенське воловеочко (†Traversia lyalli) — вимерлий найменший нелітаючий птах на Землі
- Пастушок з острова Неприступний, або Тристанський пастушок (Atlantisia rogersi) — сучасний найменший нелітаючий птах на Землі
- Лайсанські пастушки.

Окрім тваринного світу, острівна карликовість може спостерігатись і серед рослин. Прикладом такого випадку є карликова секвоя.
Окрім острівної карликовості, екологічна ізоляція може викликати і протилежне явище — так званий острівний гігантизм. Це явище спостерігається у випадках, коли невеликі тварини, опиняючись на острові без своїх звичних ворогів, досягають великих розмірів. Прикладом такого явища є дронт — великий знищений людиною нелітаючий голуб з Маскаренських островів, попередниками якого були голуби звичайного вигляду.